# Gone Again
Gone Again è il sesto album della cantautrice statunitense Patti Smith, pubblicato nel 1996 per l'etichetta discografica Arista Records.
L'album segna il ritorno di Patti sulle scene dopo un lungo periodo di silenzio dovuto a vari lutti, tra cui quello del marito Fred Sonic Smith.

## Tracce
1. Gone Again - 3:16 -  (Fred "Sonic" Smith, Patti Smith)
2. Beneath the Southern Cross - 4:35 -  (Lenny Kaye, Patti Smith)
3. About a Boy - 8:15 -  (Patti Smith)
4. My Madrigal - 5:09 -  (Luis Resto, Patti Smith)
5. Summer Cannibals - 4:10 -  (Fred Smith, Patti Smith)
6. Dead to the World - 4:17 -  (Patti Smith)
7. Wing - 4:53 -  (Patti Smith)
8. Ravens - 3:56 -  (Patti Smith)
9. Wicked Messenger - 3:49 -  (Bob Dylan)
10. Fireflies - 9:33 -  (Oliver Ray, Patti Smith)
11. Farewell Reel - 3:54 -  (Patti Smith)

## Musicisti
- Patti Smith - Voce, Chitarra
- Lenny Kaye - Chitarra
- Jay Dee Daugherty - Batteria
- Tony Shanahan - Basso
- Oliver Ray - Chitarra